# Émile (série télévisée)
Pour les articles homonymes, voir Émile et Emil i Lönneberga.
Émile (Emil i Lönneberga / Michel aus Lönneberga) est une série télévisée germano-suédoise en treize épisodes de 24 minutes adaptée des livres d'Astrid Lindgren consacrés à Zozo la tornade, diffusée d'abord en 1973 en Allemagne de l'Ouest, puis en Suède du 22 novembre 1975 au 14 février 1976 sur SVT1.
Au Québec, elle est diffusée à partir du 6 septembre 1975 à la Télévision de Radio-Canada. Elle reste inédite dans les autres pays francophones.

## Fiche technique
Sauf indication contraire, les informations mentionnées dans cette section peuvent être confirmées par la base de données cinématographiques IMDb,  présente dans la section « Liens externes ».
- Titre québécois : Émile
- Titre suédois : Emil i Lönneberga
- Titre allemand : Michel aus Lönneberga
- Pays d'origine :  Suède /  Allemagne
- Langue : suédois
- Format : couleur - rapport de forme : 16:9 (version restaurée) et 4:3 (Letterbox)
- Son : Dolby mono
- Genre : Comédie familiale
- Durée : 24 à 27 minutes
- Date de sortie : 

  - Allemagne de l'Ouest : 7 décembre 1974
  - Suisse : 16 janvier 1974 (en allemand)
  - Suède : 22 novembre 1975

## Distribution
- Jan Ohlsson (sv) : Emil
- Lena Wisborg (sv) : Ida
- Allan Edwall : Anton
- Emy Storm (sv) : Alma
- Björn Gustafson (sv) : Alfred
- Maud Hansson (sv) : Lina
- Carsta Löck : Krösa-Maja
- Astrid Lindgren : Berättare